# Koninklijke Noorse marine
De Koninklijke Noorse marine, Kongelig Norsk Marine in het Noors, maar gewoonlijk Marinen of Sjøforsvaret (sjø (zee) + forsvaret (defensie) = marine) genoemd, is de zeemacht van het koninkrijk Noorwegen.
De Noorse marine bestaat sinds 1814, toen het land overging van Deense naar Zweedse handen. In 1885 werden de ministeries van marine en leger samengevoegd tot het Ministerie van Defensie, en werd de marine samengevoegd met de kustartillerie. Sindsdien wordt de marine van deze geïntegreerde strijdkrachten in Noorwegen "Sjøforsvaret" genoemd. Sinds 1946 dragen de schepen het voorvoegsel "KNM". Internationaal worden ze aangeduid met "HNoMS", de Engelse afkorting voor "zijn/hare Noorse majesteits' schip".

## Geschiedenis

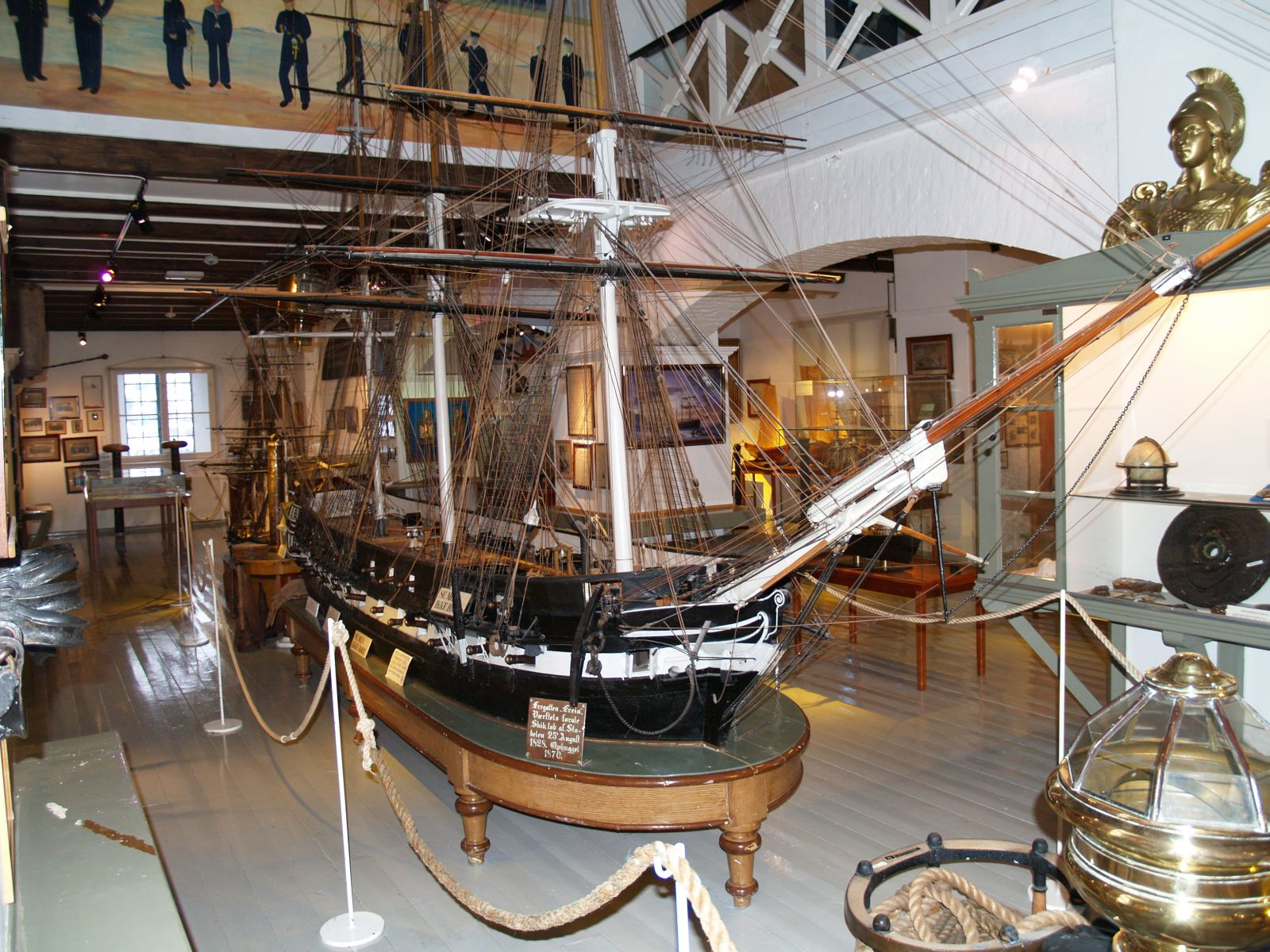
Een model van het in 1828 voltooide fregat Freia in Marinemuseet te Horten.

De Noorse marinevlag.

De geschiedenis van de Noorse marine gaat terug tot 955, toen koning Haakon I de "leidang" invoerde. Elk gebiedsdeel moest bij wijze van belasting een bemand schip bijdragen om het land te verdedigen en oorlog te voeren, maar ook om op plundertocht te trekken. Dat systeem heeft nog tot in de 16e eeuw bestaan.
In 1509, ten tijde van het Koninkrijk Denemarken en Noorwegen, richtte koning Johan van Denemarken een Deens-Noorse marine op om de handelbelangen van het land te beschermen. Ongeveer twee derde van de 15 000 manschappen waren Noors. In de eeuwen die volgden werd veelvuldig gevochten tegen de Zweedse marine om de macht over de Oostzee.
In het begin van de 19e eeuw waren de napoleontische oorlogen aan de gang, en kwam het neutrale Denemarken in conflict met de Britten. In 1801 verloren de Denen al een aantal schepen in de Zeeslag bij Kopenhagen. Zes jaar later bombardeerden de Britten Kopenhagen, waarop de Denen hun vloot geheel moesten afstaan.

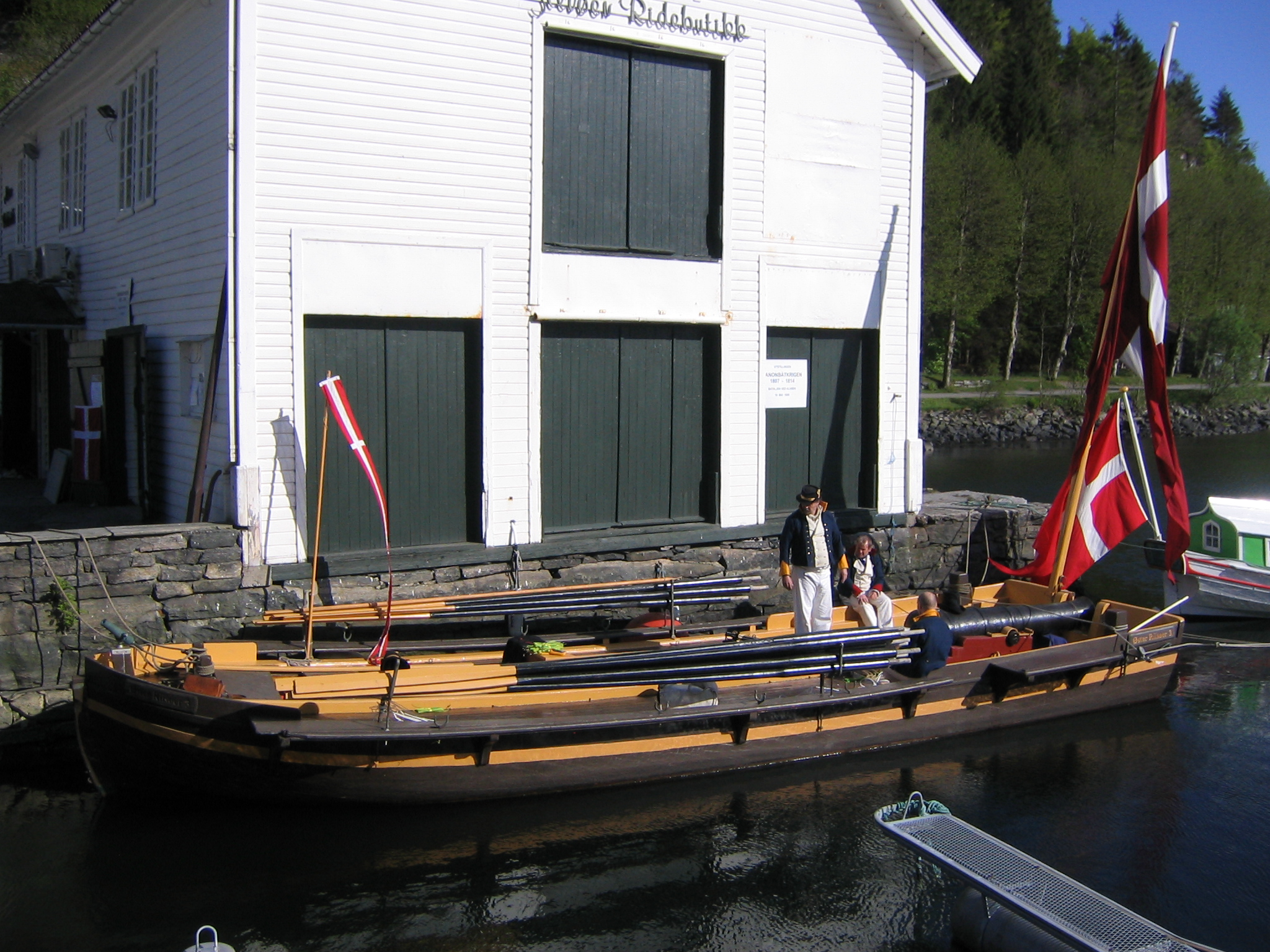
Een nagebouwde kanonneerboot zoals in het begin van de 19e eeuw in dienst waren in de Deens-Noorse marine.

Toen de Fransen een paar jaar nadien aan de verliezende hand waren dwong de Britse bondgenoot Zweden de Denen tot de Vrede van Kiel, waarbij het Noorwegen afstond. Christiaan VIII van Denemarken eiste de troon van een onafhankelijk Noorwegen op, en richtte in 1814 de Noorse marine op met een tiental brikken en een honderdtal kanonneerboten die nog waren overgebleven van de Deens-Noorse vloot. Alle Deense officieren werden weggestuurd, en Thomas Fasting werd de eerste commandant van 39 officieren. Een jaar later werd hij ook de eerste Minister van de Marine.
Na een korte oorlog werd alsnog de Unie tussen Zweden en Noorwegen gevormd. Noorwegen behield hierbij de eigen strijdkrachten. Als land van nog geen twee miljoen had Noorwegen geen groot budget voor de marine. Midden 19e eeuw werd wel de stoomboot geïntroduceerd en er werden vier ijzeren monitors gebouwd. Veel aandacht ging naar kleine torpedoboten om de kusten te verdedigen. In 1896 liet men in Engeland vier kustpantserschepen van 3500 ton met 21 en 12 en later 15 cm-kanonnen bouwen. Er waren toen 116 officieren en 700 manschappen.

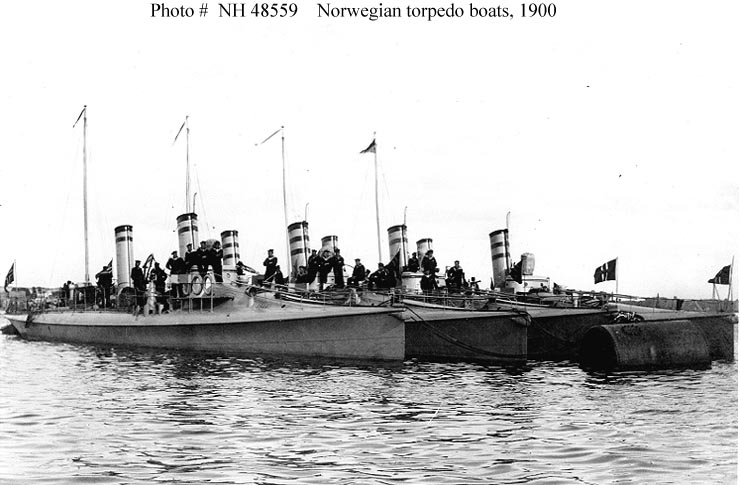
Noorse torpedoboten in 1900.

In 1905 werd Noorwegen onafhankelijk van Zweden. In 1912 kocht de marine het eerste vliegtuig van de Noorse strijdkrachten, en ook de landmacht had een eigen luchtdienst. Pas in 1944 werden ze samengevoegd tot de Koninklijke Noorse luchtmacht. Gedurende de Eerste Wereldoorlog bleef het land neutraal, maar waren de strijdkrachten wel gemobiliseerd. De Noorse handelsvloot leed zware verliezen door Duitse aanvallen door onder meer U-boten.
Op 8 april 1940 vond het eerste wapenfeit van de Noorse marine tijdens de Tweede Wereldoorlog plaats, toen een Duitse torpedoboot bij aanvang van de Slag om Narvik een Noors patrouilleschip dat het Oslofjord bewaakte aanviel. Nog tijdens deze slag torpedeerden de Duitsers twee stokoude Noorse torpedoboten en verloren zelf de zware kruiser Blücher aan de kustbatterijen bij Oslo, met een vertraagde invasie tot gevolg. Dertien schepen, vijf vliegtuigen en 500 man konden naar Groot-Brittannië vluchten en daar uitbreiden en deelnemen aan de oorlog. Zo werd met tien schepen en duizend man deelgenomen aan D-day.
In de jaren 1960 kon Noorwegen dankzij de grote economische ondersteuning van de Verenigde Staten en met Britse en Amerikaanse schepen op overschot de vloot heropbouwen. Ook de kustartillerie werd opnieuw uitgerust met kanonnen, torpedo's en mijnen. Het land had mee aan de wieg van de NAVO gestaan, en de Noorse marine kreeg als taak het bewaken van de Noordelijke Atlantische Oceaan en de ingang van de Oostzee. Daarvoor werd ze met kleinere schepen en vijftien onderzeeërs uitgerust. De meeste aandacht ging in Noorwegen naar een eventuele Sovjetinvasie vanuit het noorden.
Toen de Koude Oorlog voorbij was verlegde de focus zich naar buitenlandse operaties. De krijgsmacht is sindsdien flink afgebouwd, en de marine nam minder, maar grotere schepen in dienst.

## Organisatie

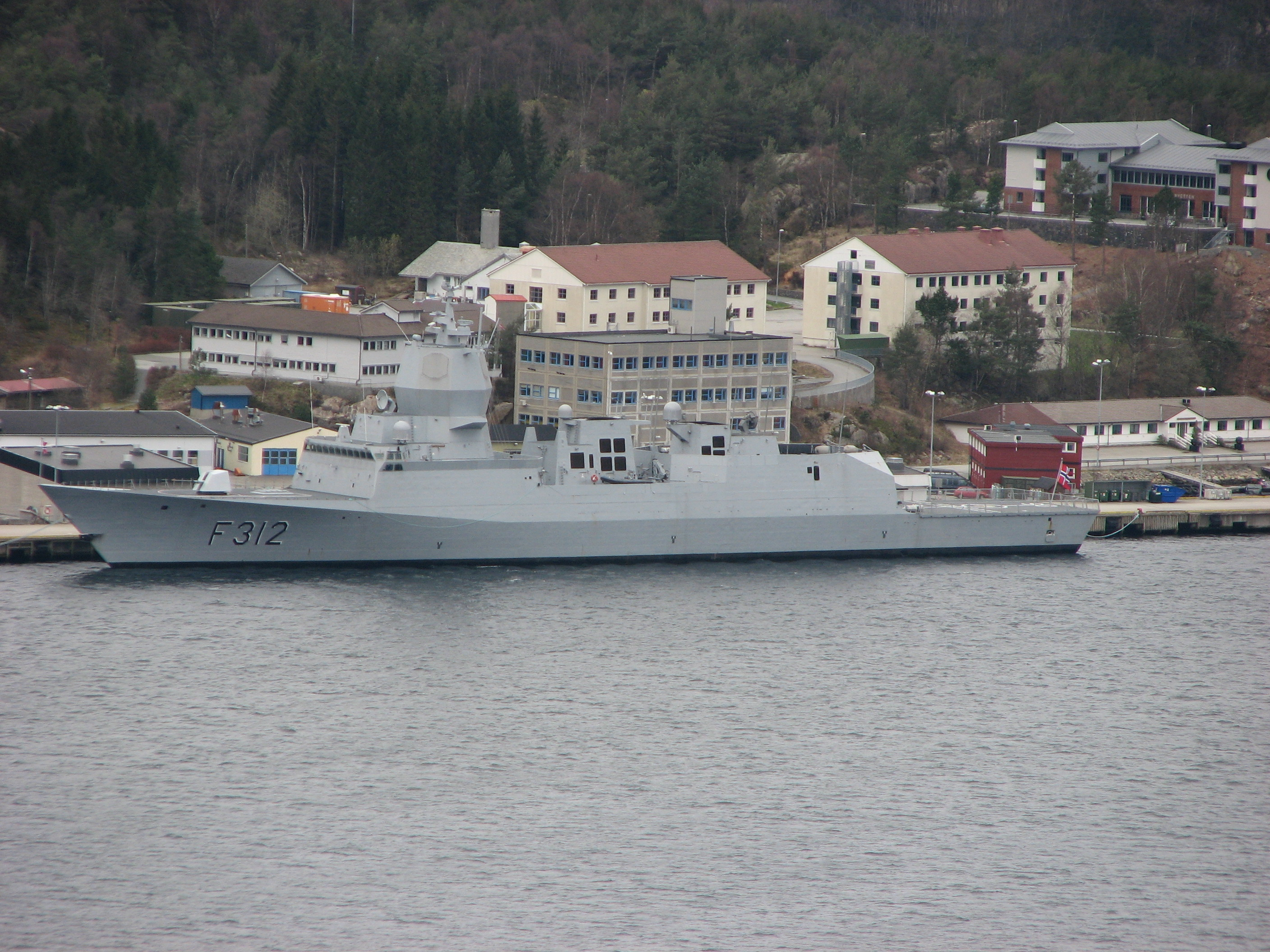
Het fregat KNM Otto Sverdrup aangemeerd in de marinebasis Haakonsvern in 2009.

De Noorse marine bestaat uit de vloot, de marinebases, een medisch korps en marinescholen. Ook de Noorse kustwacht maakt deel uit van de zeemacht, om de opleiding van de manschappen en de bemanning en het onderhoud van de schepen ervan te verzekeren. De marine omvat voorts ook kustartillerie en enkele specifieke commando's:
- Het mijnduikerscommando, gespecialiseerd in het opruimen van explosieven onder water.
- Het kustjagercommando en het tactisch bootsmaldeel, de speciale eenheden.

Deze commando's zijn sedert 1 januari 2006 organisatorisch samengevoegd.
De taak van de kustartillerie is het blokkeren van fjorden waarachter strategische plaatsen liggen. Aan de ingang van deze fjorden zijn forten gebouwd die met 75 en 120 mm-kanonnen, torpedobatterijen, mijnenvelden en luchtafweergeschut zijn uitgerust. Tot 2005 werd deze verdediging tegen invasies vanuit zee sterk afgebouwd, en werden vele forten gesloten. De kustartillerie heeft ook mobiele eenheden.
Aan het hoofd van de marine staat een inspecteur-generaal. De Noorse marine heeft twee bases. De hoofdbasis is Haakonsvern Orlogsstasjon, nabij Bergen in het zuidwesten van Noorwegen. De andere basis ligt nabij het dorpje Ramsund in het noorden. De kustwacht heeft één basis, in Sortland, niet ver van Ramsund.

## Inventaris

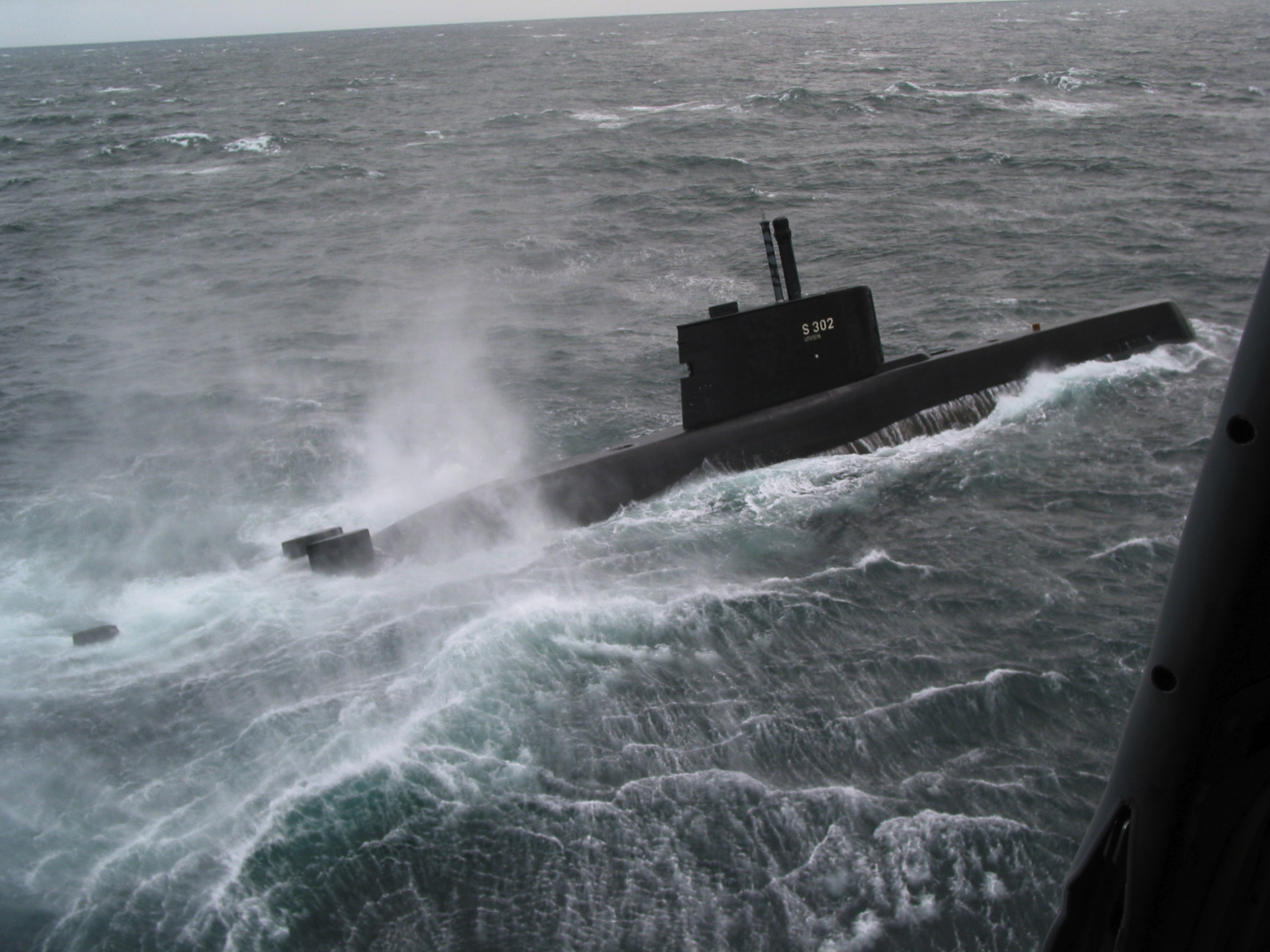
De KNM Utstein uit de Ulaklasse op NAVO-oefening in 2003.

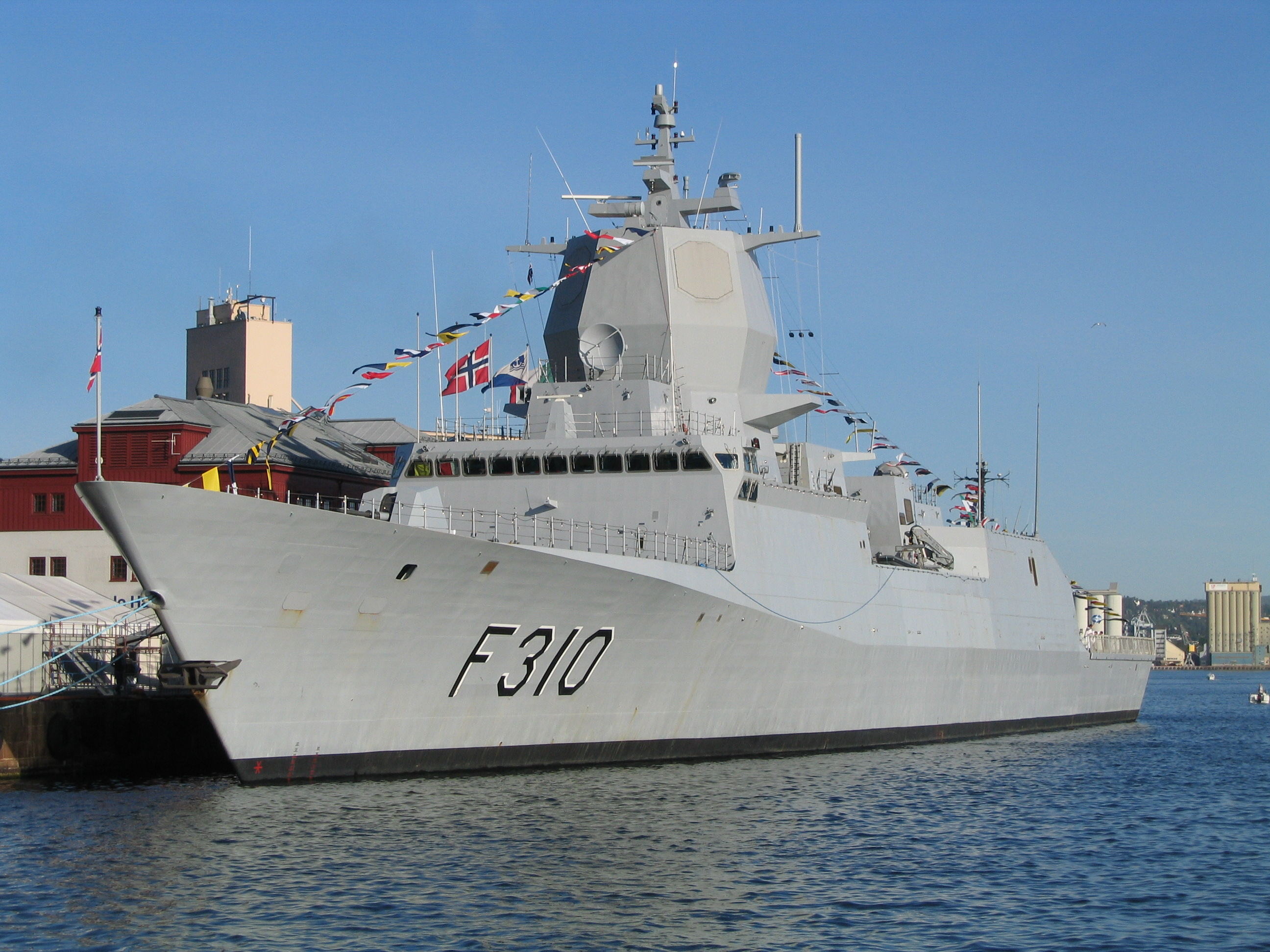
Het fregat KNM Fridtjof Nansen in Oslo in 2006.

De Noorse marine is anno 2016 uitgerust met volgende vaartuigen:
Fridtjof Nansenklasse fregat4 van oorspronkelijk 5 schepen van 5290 ton, tussen 2006 en 2011 in dienst genomen. Ze kunnen met de NH90-helikopters opereren, en zijn bewapend met Noorse NSM-raketten, Britse Sting Ray-torpedo's en een Italiaans 76 mm-kanon. Op 8 november 2018 botste de KNM Helge Ingstad in het Hjeltefjord met een olietanker en zonk enkele dagen later grotendeels.
KNM Valkyrien ondersteuningsschip3556 ton, in 1994 aangekocht. Het heeft een versterkte boeg om in ijswateren te opereren. Het zou rond 2017 vervangen worden door de nieuw gebouwde KNM Maud van 26 000 ton.
KS Norge koninklijk jacht1628 ton, in 1947 overgenomen van de Britse marine. Het is in feite eigendom van de vorst, maar wordt bemand en onderhouden door de marine.
Ulaklasse onderzeeër6 exemplaren van 1040 ton, tussen 1989 en 1990 in dienst genomen. In 2014 werd besloten dat ze aan vervanging toe waren.
Oksøyklasse mijnenjager3 van oorspronkelijk 4 boten van 375 ton, in 1994 en 1995 in dienst genomen.
Altaklasse mijnenveger3 van oorspronkelijk 5 boten van 375 ton, in 1996 en 1997 in dienst genomen.
Skjoldklasse patrouillekorvet6 schepen van 274 ton, tussen 1999 en 2012 in dienst genomen. Het zijn hovercraft-catamarans gebouwd met composietmaterialen, waardoor ze meer dan 100 km/h kunnen halen. Ze zijn verder bewapend met NSM-raketten en een 76mm-kanon.
CB90-klasse aanvalsboot20 boten van 13 ton, in 1996 gekocht in Zweden.
De vijftien schepen van de kustwacht zijn hier niet inbegrepen.